# Tam quốc sử ký
Tam quốc sử ký (Hangul: 삼국사기 samguk sagi) là một sử liệu của người Triều Tiên bằng chữ Hán, về Tam Quốc là Cao Câu Ly, Bách Tế và Tân La trong lịch sử Triều Tiên.

## Lịch sử
Bộ sử này do một số học giả dẫn đầu là Kim Phú Thức (Kim Bu-sik) biên soạn vào giữa thế kỷ 12 theo lệnh của vua Nhân Tông (trị vì: 1122-1146), vị vua đời thứ 17 của thời đại Cao Ly. Bộ sử được hoàn thành vào năm 1145 và trở thành sử liệu thành văn sớm nhất của Triều Tiên.
Tam quốc sử ký bao gồm 50 cuốn, trong đó 16 cuốn ghi chép về Tân La, 10 cuốn ghi chép về Cao Câu Ly, 6 cuốn về Bách Tế, 3 cuốn là niên biểu, 9 cuốn ghi chép về các vấn đề như âm nhạc, lễ nghi, thể thao, nhà cửa, quan chế, 10 cuốn về các nhân vật.
Việc biên soạn bộ sử này được cho là nhằm ba mục đích:
1. Lấp sự thiếu hụt tư liệu lịch sử về thời đại Tam Quốc của Triều Tiên
2. Làm tư liệu giáo dục
3. Nhằm tuyên bố rằng triều đại Cao Ly được thành lập là một tất yếu lịch sử.

## Nội dung

### Bản kỷ

#### Tân La bản kỷ
- Quyển 1: Thủy tổ Hách Cư Thế, Nam Giải, Nho Lý, Thoát Giải, Bà Sa, Kỳ Ma, Dật Thánh
- Quyển 2: A Đạt La, Phạt Hưu, Nại Giải, Trợ Bôn, Triêm Giải, Vị Trâu, Nho Lễ, Cơ Lâm, Ngật Giải
- Quyển 3: Nại Vật, Thực Thánh, Nột Kỳ, Từ Bi, Chiếu Trí
- Quyển 4: Trí Chứng Vương, Pháp Hưng Vương, Chân Hưng Vương, Chân Trí Vương, Chân Bình Vương
- Quyển 5: Thiện Đức Vương, Chân Đức Vương, Thái Tông Vương
- Quyển 6: Văn Vũ Vương (thượng)
- Quyển 7: Văn Vũ Vương (hạ)
- Quyển 8: Thần Văn Vương, Hiếu Chiêu Vương, Thánh Đức Vương
- Quyển 9: Hiếu Thành Vương, Cảnh Đức Vương, Huệ Cung Vương, Tuyên Đức Vương
- Quyển 10: Nguyên Thánh Vương, Chiêu Thánh Vương, Ai Trang Vương, Hiến Đức Vương, Hưng Đức Vương, Hy Khang Vương, Mẫn Ai Vương, Thần Vũ Vương
- Quyển 11: Văn Thánh Vương, Hiến An Vương, Cảnh Văn Vương, Hiến Khang Vương, Định Khang Vương, Chân Thánh Vương
- Quyển 12: Hiếu Cung Vương, Thần Đức Vương, Cảnh Minh Vương, Cảnh Ai Vương, Kính Thuận Vương

#### Cao Câu Ly bản kỷ
- Quyển 13: Thủy tổ Đông Minh Thánh Vương, Lưu Ly Minh Vương
- Quyển 14: Đại Vũ Thần Vương, Mẫn Trung Vương, Mộ Bản Vương
- Quyển 15: Thái Tổ Vương, Thứ Đại Vương
- Quyển 16: Tân Đại Vương, Cố Quốc Xuyên Vương, Sơn Thượng Vương
- Quyển 17: Đông Xuyên Vương, Trung Xuyên Vương, Tây Xuyên Vương, Phong Thượng Vương, Mỹ Xuyên Vương
- Quyển 18: Cố Quốc Nguyên Vương, Tiểu Thú Lâm Vương, Cố Quốc Nhưỡng Vương, Quảng Khai Thổ Vương, Trường Thọ Vương
- Quyển 19: Văn Tư Minh Vương, An Tạng Vương, An Nguyên Vương, Dương Nguyên Vương, Bình Nguyên Vương
- Quyển 20: Anh Dương Vương, Kiến Vũ Vương
- Quyển 21: Bảo Tạng Vương (thượng)
- Quyển 22: Bảo Tạng Vương (hạ)

#### Bách Tế bản kỷ
- Quyển 23: Thủy tổ Ôn Tộ Vương, Đa Lâu Vương, Kỷ Lâu Vương, Cái Lâu Vương, Tiếu Cổ Vương
- Quyển 24: Cừu Thủ Vương, Sa Bạn Vương, Cổ Nhĩ Vương, Trách Kê Vương, Phần Tây Vương, Bỉ Lưu Vương, Khiết Vương, Cận Tiếu Cổ Vương, Cận Cừu Thủ Vương, Chẩm Lưu Vương
- Quyển 25: Thần Tư Vương, A Sân Vương, Thiển Chi Vương, Cửu Nhĩ Tân Vương, Bì Hữu Vương, Cái Lỗ Vương
- Quyển 26: Văn Chu Vương, Tam Cân Vương, Đông Thành Vương, Vũ Ninh Vương, Thánh Vương
- Quyển 27: Uy Đức Vương, Huệ Vương, Pháp Vương, Vũ Vương
- Quyển 28: Nghĩa Từ Vương

### Niên biểu
- Quyển 29: Niên biểu (thượng)
- Quyển 30: Niên biểu (trung)
- Quyển 31: Niên biểu (hạ)

### Tạp chí
- Quyển 32: Tế tự, âm nhạc
- Quyển 33: Sắc phục, xe ngựa, đồ dùng, nhà cửa
- Quyển 34: Địa lý Tân La (nhất)
- Quyển 35: Địa lý Tân La (nhị)
- Quyển 36: Địa lý Tân La (tam)
- Quyển 37: Địa lý Cao Câu Ly, Bách Tế
- Quyển 38: Chức quan (thượng)
- Quyển 39: Chức quan (trung)
- Quyển 40: Chức quan (hạ)

### Liệt truyện
- Quyển 41: Kim Dữu Tín (thượng)
- Quyển 42: Kim Dữu Tín (trung)
- Quyển 43: Kim Dữu Tín (hạ)
- Quyển 44: Ất Chi Văn Đức, Cư Thất Phu, Cư Đạo, Dị Tư Phu, Kim Nhân Vấn, Kim Dương, Hắc Xỉ Thường Chi, Trương Bảo Cao, Trịnh Niên, Tư Đa Hàm
- Quyển 45: Ất Ba Tố, Kim Hậu Tắc, Lộc Chân, Mật Hữu, Nữu Do, Minh Lâm Đáp Phu, Tích Vu Lão, Phác Đê Thượng, Quý Sơn, Ôn Đạt
- Quyển 46: Cường Thủ, Thôi Trí Viễn, Tiết Thông
- Quyển 47: Hề Luận, Tố Na, Sậu Đồ, Nột Thôi, Tiết Kế Đầu, Kim Lệnh Dận, Quan Xương, Kim Hâm Vận, Liệt Khởi, Phi Ninh Tử, Trúc Trúc, Thất Phu, Giai Bá
- Quyển 48: Hướng Đức, Thánh Giác, Thực Hề, Vật Kê Tử, Bách Kết tiên sinh, Kiếm Quân, Kim Sinh, Suất Cư, hiếu nữ: Tri Ân, Tiết Thị, Đô Di
- Quyển 49: Thương Trợ Lợi, Uyên Cái Tô Văn
- Quyển 50: Cung Duệ, Chân Huyên